# Odontalgia
L'odontalgia, meglio nota come mal di denti, è un dolore ai denti o alle loro strutture di supporto, causato da malattie dentali o riferito ai denti ma causato da malattie non dentali. Quando è grave può influire sul sonno, sull'alimentazione e su altre attività quotidiane.
Il mal di denti è il tipo più comune di dolore alla bocca o al viso, ed è uno dei motivi più comuni per gli appuntamenti dentistici di emergenza: nel 2013, 223 milioni di casi di dolore ai denti si sono verificati a causa di carie nei denti permanenti e 53 milioni di casi si sono verificati nei denti da latte.
Storicamente, si pensa che la necessità di cura del mal di denti abbia portato alla nascita della chirurgia dentale, come prima specialità della medicina.

## Eziologia
Le cause più comuni comprendono infiammazione della polpa (di solito dovuta a carie, trauma dentale o altri fattori), ipersensibilità dentinale, parodontite apicale, ascessi dentali, alveolite, stomatite o disordini craniomandibolari. Meno comunemente, alcune patologie non dentali possono causare mal di denti, come la sinusite mascellare, che può causare dolore ai denti posteriori superiori, o l'angina pectoris, che può causare dolore ai denti inferiori. La diagnosi corretta a volte può essere difficile.

## Fisiopatologia
La pulpite può essere reversibile quando il dolore è da lieve a moderato e si protrae per breve tempo dopo uno stimolo (ad esempio il freddo), o irreversibile quando il dolore è forte, spontaneo e dura a lungo dopo lo stimolo. Se non trattata, la pulpite può diventare irreversibile, quindi progredire verso la necrosi della polpa del dente e la parodontite apicale.
Gli ascessi causano dolore pulsante. L'ascesso apicale di solito si verifica dopo la necrosi della polpa, mentre l'ascesso pericoronale è solitamente associato a pericoronite acuta di un dente del giudizio inferiore e gli ascessi parodontali rappresentano solitamente una complicazione della parodontite cronica (malattia gengivale).

## Prevenzione e trattamento
Una corretta igiene orale aiuta a prevenire il mal di denti, prevenendo le malattie dentali.
Il trattamento di un mal di denti dipende dalla causa esatta e può comportare un'otturazione, una devitalizzazione, un'estrazione, un drenaggio del pus o altre azioni correttive. Il sollievo dal mal di denti è considerato una delle principali responsabilità dei dentisti.